# Аксу (Мугалжарський район)
Аксу́ (каз. Ақсу) — село у складі Мугалжарського району Актюбінської області Казахстану. Входить до складу Ащисайського сільського округу.
Населення — 169 осіб (2021; 236 у 2009, 346 у 1999, 195 у 1989).